# Laghi del Venerocolo
I Laghi del Venerocolo sono un gruppo di laghetti alpini che si trovano nelle Alpi Orobie, nella valle del Venerocolino, laterale della val di Scalve, in territorio amministrativo di Schilpario.

## Descrizione

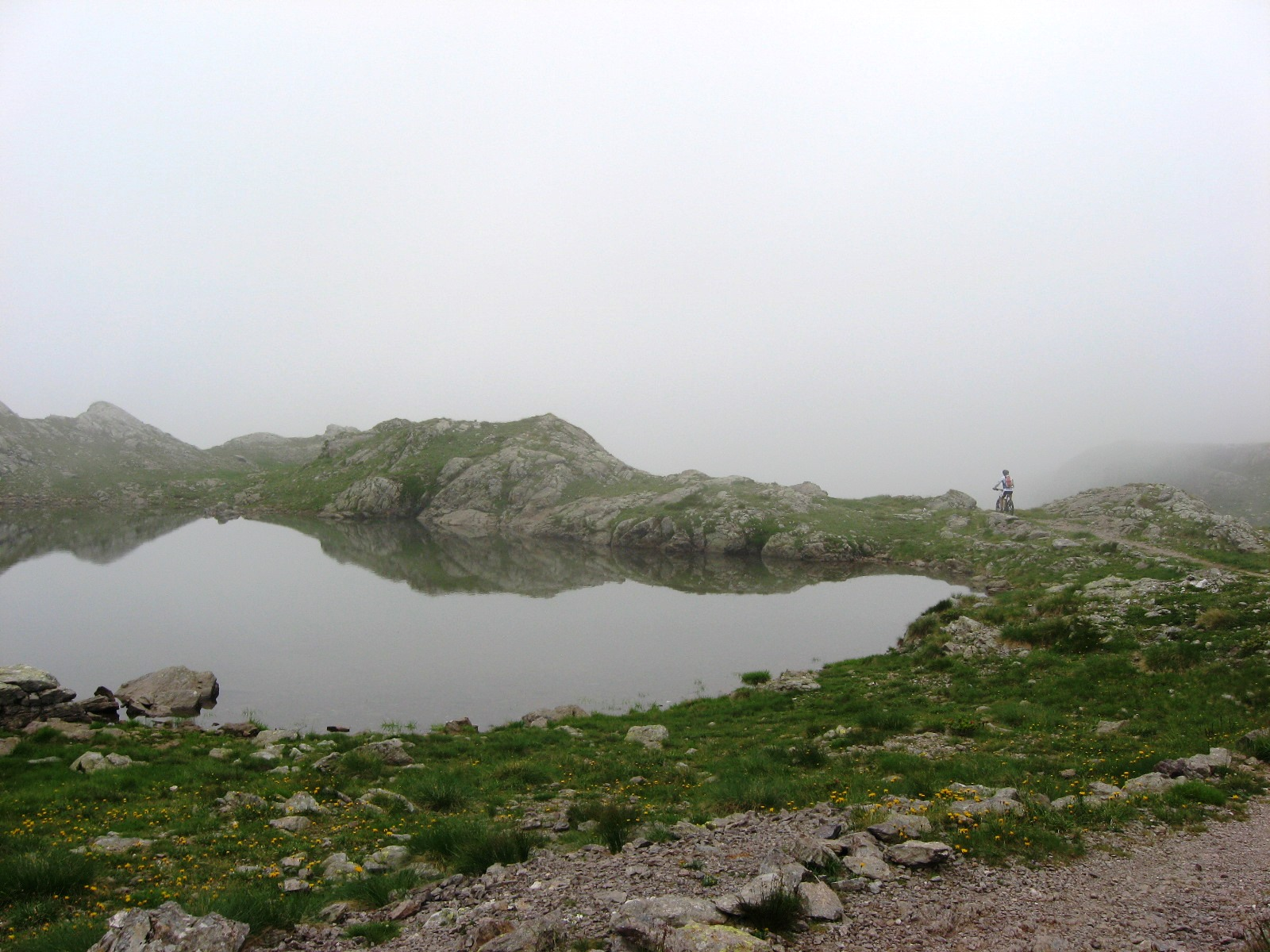
Il lago piccolo di Venerocolo

Questi si adagiano in una conca naturale posta tra i monti Venerocolo e Venerocolino, ad un'altezza media di 2.260 m.s.l.m., in cui confluiscono le acque provenienti dallo scioglimento delle nevi e dalle frequenti precipitazioni. Il principale è il lago Bianco, o lago Superiore del Venerocolo, posto a 2.293 m.s.l.m. e con una superficie di circa 30.000 m², a fianco del quale si trova il lago piccolo (2.300 m.s.l.m. con superficie di 2.600 m²). Poco distanti vi sono il lago basso Est (2.182 m.s.l.m. e 3.000 m²) ed il lago basso Ovest (2.270 m.s.l.m. e 3.000 m²),  ai quali vanno aggiunti altri piccoli specchi d'acqua di entità ridotta ed assai variabili, che arrivano a prosciugarsi nei periodi più secchi.
La via più semplice per raggiungerli parte dalla località Paghera, nei pressi di Ronco, frazione di Schilpario, ed è contrassegnata dal segnavia del CAI numero 414. Dopo aver imboccato la Valle del Vò, si sale nella laterale valle del Venerocolino, attraverso la quale si raggiungono i laghetti in circa 4 ore. 
Sempre sul versante scalvino, si può salire dal Passo del Vivione, seguendo il sentiero 416 che, dopo aver superato il lago di Valbona ed il Passo del Gatto, raggiunge i laghetti in circa 4 ore.
Inoltre è possibile accedervi anche dalla provincia di Sondrio, risalendo la val di Campo (laterale della val Belviso) fino al passo di Venerocolo.
Dai laghi transitano l'Itinerario Naturalistico Antonio Curò e la Gran Via delle Orobie.